# Windows Server 2008 R2
Windows Server 2008 R2 là một hệ điều hành cho máy chủ của Microsoft. Nó được đưa vào sản xuất đại trà (RTM) vào ngày 22 tháng 7 năm 2009 và tung ra thị trường vào ngày 22 tháng 10 năm 2009. Theo blog Windows Server Team, sản phẩm bán lẻ bắt đầu được bán từ ngày 14 tháng 9 năm 2009. Windows Server 2008 R2 được xây dựng trên nền Windows NT 6.1, cùng nhân với hệ điều hành Windows 7. Các cải tiến bao gồm các chức năng mới cho Active Directory, khả năng ảo hóa và quản lý các tính năng mới, phiên bản 7.5 của Microsoft IIS Web Server và hỗ trợ lên đến 256 bộ vi xử lý.

## Lịch sử
Microsoft đã giới thiệu Windows Server 2008 R2 tại Hội nghị các nhà phát triển chuyên nghiệp 2008 dưới dạng phiên bản máy chủ của Windows 7.
Vào ngày 7 tháng 1 năm 2009, phiên bản beta của Windows Server 2008 R2 đã được cung cấp cho các thuê bao của các chương trình Microsoft TechNet và MSDN, cũng như những người đang tham gia chương trình Microsoft Connect dành cho Windows 7. Hai ngày sau, bản beta đã được phát hành đến con tất cả mọi người thông qua trung tâm Download của Microsoft.
Vào ngày 30 tháng 4 năm 2009, phiên bản RC đã được phát hành cho các thuê bao của TechNet và MSDN. Vào ngày 5 tháng 5 năm 2009, phiên bản RC đã được phát hành đến con tất cả mọi người thông qua trung tâm Download của Microsoft.
Theo Windows Server Blog, sau đây là các ngày trong năm 2009 khi Microsoft Windows Server 2008 R2 đã được cung cấp cho các kênh phân phối khác nhau:
- Các OEM đã nhận được Windows Server 2008 R2 bằng tiếng Anh và tất cả các gói ngôn ngữ vào ngày 29 tháng 7. Các ngôn ngữ còn lại có sẵn vào khoảng ngày 11 tháng 8.
- Các đối tác của nhà cung cấp phần mềm độc lập (ISV) và các nhà cung cấp phần cứng độc lập (IHV) đã có thể tải xuống Windows Server 2008 R2 từ MSDN bắt đầu từ ngày 14 tháng 8.
- Các chuyên gia CNTT có đăng ký TechNet đã có thể tải xuống Windows Server 2008 R2 và nhận khóa sản phẩm cho các biến thể tiếng Anh, tiếng Pháp, tiếng Đức, tiếng Ý và tiếng Tây Ban Nha bắt đầu từ ngày 14 tháng 8 và tất cả các ngôn ngữ còn lại bắt đầu từ ngày 21 tháng 8.
- Các nhà phát triển có đăng ký MSDN đã có thể tải xuống và lấy khóa sản phẩm cho Windows Server 2008 R2 bằng tiếng Anh, tiếng Pháp, tiếng Đức, tiếng Ý và tiếng Tây Ban Nha bắt đầu từ ngày 14 tháng 8 và tất cả các ngôn ngữ còn lại bắt đầu từ ngày 21 tháng 8.
- Các thành viên vàng / chứng nhận của Chương trình Đối tác Microsoft (MPP) đã có thể tải xuống Windows Server 2008 R2 thông qua cổng MPP vào ngày 19 tháng 8.
- Khách hàng cấp phép số lượng lớn với hợp đồng Đảm bảo Phần mềm hiện tại (SA) đã có thể tải xuống Windows Server 2008 R2 vào ngày 19 tháng 8 thông qua Trung tâm Dịch vụ Cấp phép Số lượng lớn.
- Khách hàng cấp phép số lượng lớn mà không có SA có thể mua Windows Server 2008 R2 thông qua cấp phép số lượng lớn trước ngày 1 tháng 9.

Ngoài ra, các sinh viên đủ điều kiện đã có thể tải xuống phiên bản Windows Server 2008 R2 Standard bằng 15 ngôn ngữ từ chương trình Microsoft Imagine (được biết đến với tên DreamSpark vào thời điểm đó).
Microsoft đã thông báo rằng Server 2008 R2 sẽ là phiên bản cuối cùng của Windows hỗ trợ mô hình Itanium, với sự hỗ trợ mở rộng của nó sẽ kết thúc sớm hơn so với phiên bản phi Itanium thông thường hoặc "cho đến ngày 10 tháng 7 năm 2018".

## Các tính năng mới
Hướng dẫn người dùng do công ty phát hành mô tả một số lĩnh vực cải tiến trong phiên bản R2. Chúng bao gồm các khả năng ảo hóa mới (Live Migration, Cluster Shared Volume sử dụng Failover Clustering và Hyper-V), giảm tiêu thụ điện năng, một bộ công cụ quản lý mới và khả năng Active Directory mới như "thùng rác" cho các đối tượng đã xóa. IIS 7.5 đã được thêm vào bản phát hành này cũng bao gồm các dịch vụ máy chủ FTP được cập nhật. Các cải tiến bảo mật bao gồm các dịch vụ VPN được xác thực không được mã hóa thông qua DirectAccess cho các máy khách sử dụng Windows 7 và việc bổ sung hỗ trợ DNSSEC cho Dịch vụ DNS Server. Mặc dù DNSSEC cũng được hỗ trợ, chỉ có một thuật toán chữ ký có sẵn: #5/ RSA/SHA-1. Vì nhiều vùng sử dụng thuật toán khác nhau - bao gồm vùng gốc - điều này có nghĩa là trong thực tế, Windows vẫn không thể được sử dụng như một trình giải quyết đệ quy.
Máy chủ DHCP hỗ trợ một số lượng lớn các cải tiến như lọc điều khiển dựa trên địa chỉ MAC, chuyển đổi hợp đồng thuê hoạt động thành các bộ lọc đặt chỗ hoặc lớp liên kết, Bảo vệ tên DHCP cho các máy không phải Windows để ngăn chặn việc ngồi trồng tên, hiệu suất tốt hơn thông qua bộ nhớ đệm cơ sở dữ liệu cho thuê tích cực, ghi nhật ký hoạt động của DHCP, tự động dân số của các trường giao diện mạng nhất định, trình hướng dẫn cấu hình phân chia phạm vi, di chuyển vai trò Máy chủ DHCP bằng WSMT, hỗ trợ cho tùy chọn DHCPv6 15 (Lớp người dùng) và Tùy chọn 32 (Thời gian làm mới thông tin). Máy chủ DHCP chạy trong ngữ cảnh của tài khoản Dịch vụ mạng có ít đặc quyền hơn để giảm thiệt hại tiềm năng nếu bị xâm phạm.
Windows Server 2008 R2 hỗ trợ tối đa 64 bộ xử lý vật lý hoặc 256 bộ xử lý logic trên mỗi hệ thống. (Chỉ có Trung tâm dữ liệu và phiên bản Itanium mới có thể tận dụng khả năng của 64 bộ vi xử lý vật lý. Doanh nghiệp, phiên bản cao nhất tiếp theo sau hai phiên bản này, chỉ có thể sử dụng 8.) Khi được triển khai trong vai trò của máy chủ tệp, dịch vụ Cơ sở hạ tầng phân loại tệp mới cho phép lưu trữ tệp trên máy chủ được chỉ định trong doanh nghiệp dựa trên quy ước đặt tên doanh nghiệp, mức độ liên quan đến quy trình kinh doanh và chính sách tổng thể của công ty.
Server Core bao gồm một tập hợp con của.NET Framework, để có thể sử dụng một số ứng dụng (bao gồm cả các trang web ASP.NET và Windows PowerShell 2.0).
Cải thiện hiệu suất là một lĩnh vực trọng tâm chính cho bản phát hành này; Microsoft đã tuyên bố rằng công việc đã được thực hiện để giảm thời gian khởi động, cải thiện hiệu quả của các hoạt động I/O trong khi sử dụng ít sức mạnh xử lý hơn, và nói chung cải thiện tốc độ của các thiết bị lưu trữ, đặc biệt là iSCSI.
Active Directory có một số tính năng mới khi nâng cấp forest và domain lên Windows Server 2008 R2: Hai tính năng bổ sung là Authentication Mechanism Assurance và Automatic SPN Management. Khi nâng cấp chức năng forest, tính năng thùng rác Active Directory có sẵn và có thể được kích hoạt bằng cách sử dụng Active Directory Module cho Powershell.

## Service Pack
Vào ngày 9 tháng 2 năm 2011, Microsoft chính thức phát hành Service Pack 1 (SP1) cho Windows 7 và Windows Server 2008 R2 cho các đối tác OEM. Ngoài các bản sửa lỗi, nó còn giới thiệu hai chức năng chính mới là RemoteFX và Dynamic Memory. RemoteFX cho phép sử dụng phần cứng đồ họa để hỗ trợ đồ họa 3D trong máy ảo dựa trên Hyper-V. Bộ nhớ động làm cho nó có thể cho một máy ảo để chỉ phân bổ càng nhiều RAM vật lý như là cần thiết tạm thời để thực hiện nó. Vào ngày 16 tháng 2, SP1 đã có sẵn cho các thuê bao MSDN và TechNet cũng như các khách hàng cấp phép số lượng lớn. Kể từ ngày 22 tháng 2, SP1 thường có sẵn để tải xuống thông qua Trung tâm tải xuống của Microsoft và có sẵn trên Windows Update.

## Các phiên bản
| Đặc điểm                            | Tối thiểu | Bản chuẩn   | Web   | HPC         | Enterprise   | Datacenter | Itanium   |
| ----------------------------------- | --------- | ----------- | ----- | ----------- | ------------ | ---------- | --------- |
| Maximum RAM on x86-64               | 8 GB      | 32 GB       | 32 GB | 128 GB      | 2 TB         | 2 TB       | 2 TB      |
| Maximum physical CPUs               | 1         | 4           | 4     | 4           | 8            | 64         | 64        |
| Failover cluster nodes (Nodes)      | —         | —           | —     | —           | 16           | 16         | 8         |
| Cross-file replication (DFS-R)      | Không     | Có          | Có    | Có          | Có           | Có         | Có        |
| Fault tolerant memory sync          | Không     | Không       | Không | Không       | Có           | Có         | Có        |
| Memory modules: Hot addition        | Không     | Không       | Không | Không       | Có           | Có         | Có        |
| Memory modules: Hot replacement     | Không     | Không       | Không | Không       | Không        | Có         | Có        |
| CPUs: Hot addition                  | Không     | Không       | Không | Không       | Không        | Có         | Có        |
| CPUs: Hot replacement               | Không     | Không       | Không | Không       | Không        | Có         | Có        |
| IAS connection                      | 10        | 50          | Không | Không       | Unlimited    | Unlimited  | 2         |
| Remote Desktop Services connections | 50        | 250         | Không | Không       | Unlimited    | Unlimited  | Không     |
| RRAS connections                    | 50        | 250         | Không | 250         | Unlimited    | Unlimited  | Không     |
| Virtual image use rights            | Forbidden | Host + 1 VM | 1 VM  | Host + 1 VM | Host + 4 VMs | Unlimited  | Unlimited |